# Six-pack rings

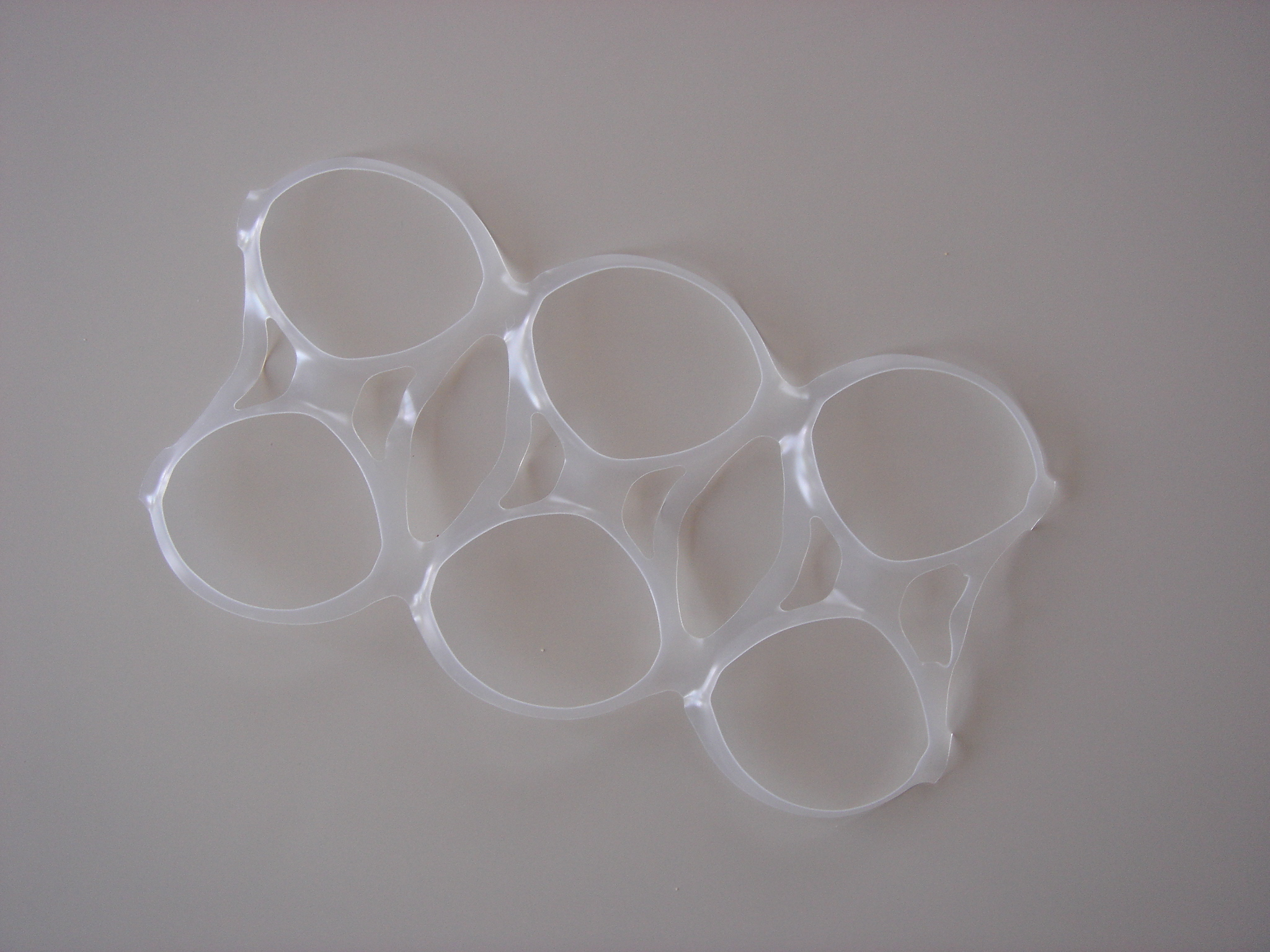
Anillas de un paquete de seis.

Los six-pack rings, anillos del paquete de seis o paquete de seis anillos son un conjunto de anillos de plástico conectados que se utilizan en empaquetados múltiples de bebidas, particularmente paquetes de seis latas.

## Historia
Los anillos de paquete de seis de uso más común en la actualidad son los descendientes de un diseño original de ITW Hi-Cone, que los presentó por primera vez en San Luis, Misuri en el verano de 1960. En 10 años, los anillos de plástico habían reemplazado por completo los soportes de papel y metal que eran comunes en el mercado. Hoy en día, varios otros fabricantes continúan produciendo anillos de paquetes de seis. Aunque el interés en los paquetes múltiples ha seguido creciendo, otras variaciones, incluidas las cestas de cartón y los soportes para latas de plástico HDPE, han ganado popularidad, proporcionando una alternativa a los anillos convencionales de paquete de seis.

## Preocupaciones ambientales

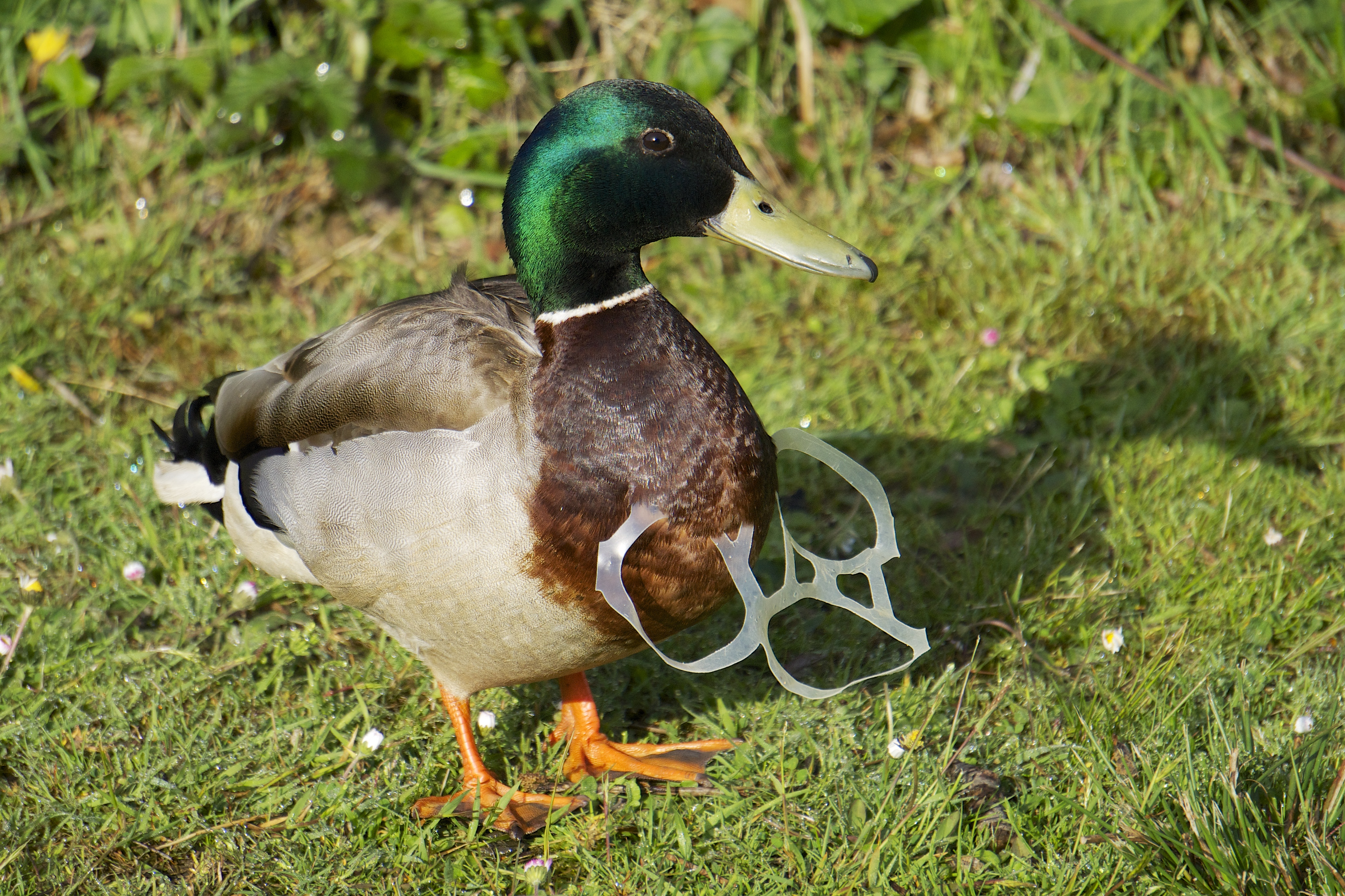
Un ánade real encontrado con unas anillas de un paquete de seis en el cuello.

Como todos los plásticos, la producción de anillos de plástico utiliza petróleo.
La primera ley que prohibió los anillos no degradables fue en el estado estadounidense de Vermont en 1977, y en 1991 27 estados habían seguido su ejemplo. La Agencia de Protección Ambiental recomendó un estándar de desempeño de biodegradabilidad en 1993, luego de los hallazgos de que se habían encontrado portadores de anillos no degradables en grandes cantidades en el ambiente marino donde persistieron durante décadas y amenazaron la vida marina. En 1994, la Regulación Federal de los Estados Unidos propuso que todos los portadores de anillos de plástico fueran materiales naturalmente degradables y se aplicara a todos los importadores y procesadores. Muchos fabricantes hacen esto mediante el uso de material fotodegradable, que puede tardar meses en descomponerse. Sin embargo, los fragmentos y microplásticos resultantes del proceso de descomposición aún pueden ser consumidos por animales.
En 2010, Saltwater Brewery desarrolló anillos ecológicos que son biodegradables y compostables. En 2018, Carlsberg Breweries anunció el uso de un nuevo tipo de pegamento, que tardó tres años en fabricarse, que mantendría sus cervezas unidas en lugar de anillos de plástico.
En comparación con los artes de pesca, las colillas de cigarrillos y otros desechos plásticos, los anillos de paquetes de seis contribuyen en menor medida a la basura marina.